# Доње Караџово
Доње Караџово (грч. Βαρικό, Варико) је насељено место у општини Доња Џумаја у периферији Средишња Македонија, Грчка. Према попису из 2021. године било је 32 становника.
Према бугарском географу и историчару, Василу Канчову, у Доње Караџову је 1900. године живело 240 Словена хришћана. Током Другог балканског и Првог светског рата село је настрадало и већи део мештана је избегао, тако је после рата остало 52 житеља. Године 1924. насељене су три грчке избегличке породице, укупно девет особа. На попису из 1940. године Доње Караџово је мешовито грчко-словенско насеље са 128 становника.